# 산안토니오데로스알토스

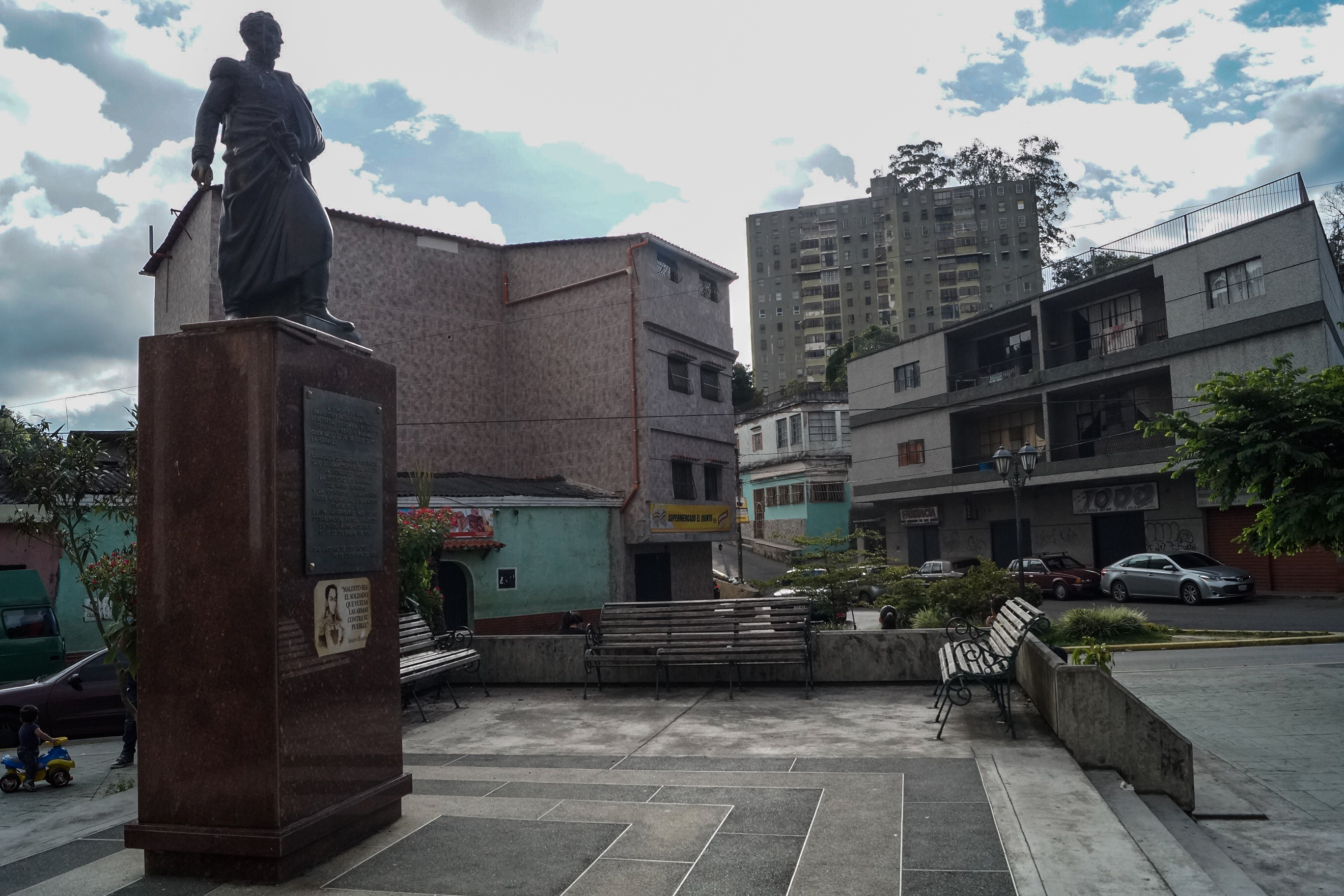

산안토니오데로스알토스(스페인어: San Antonio de Los Altos)는 베네수엘라 미란다주의 도시로 로스살리아스 시의 행정 중심지이며 면적은 51km2, 높이는 1,600m, 인구는 74,422명(2001년 기준)이다. 1683년 5월 1일에 설립되었다.